# Hermanas de la Caridad del Cardenal Sancha
La Congregación de Hermanas de la Caridad del Cardenal Sancha (oficialmente en latín: Congregatio Sorores Caritatis Cardinalis Sancha) es un congregación religiosa católica femenina, de vida apostólica y de derecho pontificio, fundada en 1869 por el sacerdote (luego obispo) español Ciriaco María Sancha y Hervás, en Santiago de Cuba. A las religiosas de este instituto se les conoce como sanchinas y posponen a sus nombres las siglas H.C.C.S.

## Historia

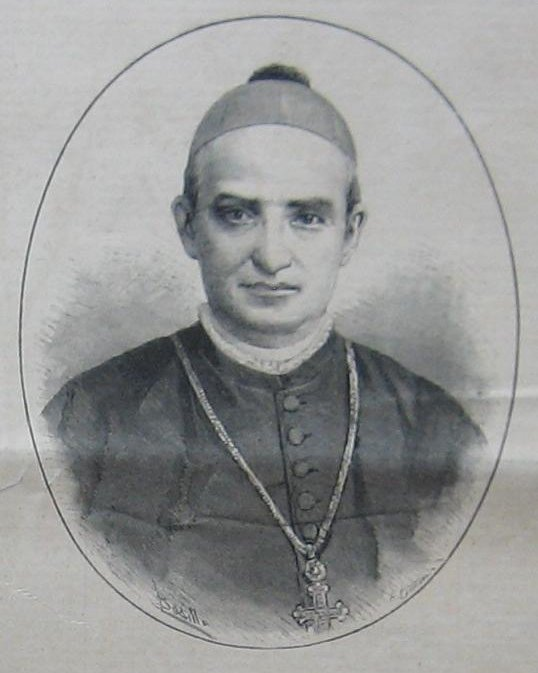
Ciriaco María Sancha y Hervás (1833-1909), fundador de la congregación, es venerado como beato en la Iglesia católica.

La congregación fue fundada el 5 de agosto de 1869, en Santiago de Cuba, por el sacerdote diocesano y canónigo penitenciario de la catedral Ciriaco María Sancha y Hervás, con la colaboración de cuatro de sus hijas espirituales. Para ellas redactó unas constituciones basadas sobre la Regla de San Benito. El fundador fue nombrado obispo y trasladado a España, lo que causó graves dificultades a las religiosas, pues la casa madre de Santiago fue suprimida por el gobierno cubano en 1877.
El instituto recibió la aprobación como congregación religiosa de derecho diocesano en 1869, de José María Martín de Herrera, arzobispo de Santiago de Cuba. En 1961, con la revolución de Fidel Castro las religiosas fueron expulsadas de la isla, transfiriendo la casa general a Santo Domingo. El papa Pío XII elevó el instituto a congregación religiosa de derecho pontificio, mediante decretum laudis del 23 de diciembre de 1953.

## Organización
La Congregación de Hermanas de la Caridad del Cardenal Sancha es un instituto religioso de derecho pontificio y centralizado, cuyo gobierno es ejercido por una superiora general. La sede central se encuentra en Santo Domingo (República Dominicana).
Las sanchinas se dedican a la educación e instrucción cristiana de la juventud y a la asistencia de los ancianos. En 2017, el instituto contaba con 306 religiosas y 56 comunidades, presentes en Colombia, Cuba, España, Estados Unidos, Italia, Perú, Puerto Rico, República Dominicana y Venezuela.